# Eugendus van Condat
Eugendus van Condat, in het Frans Oyand of Oyend (Izernore, circa 450 – Saint-Claude, 1 januari 510), was abt van de abdij van Condat, later abdij van Saint-Claude genoemd. Eugendus gaf zijn naam aan de abdij van Condat, gesticht in de 5e eeuw: de abdij van Saint-Oyand-de-Joux (6e eeuw - 15e eeuw), tot koning Lodewijk XI van Frankrijk de naam Saint-Oyand afschafte en verving door de abdij van Saint-Claude.

## Historiek

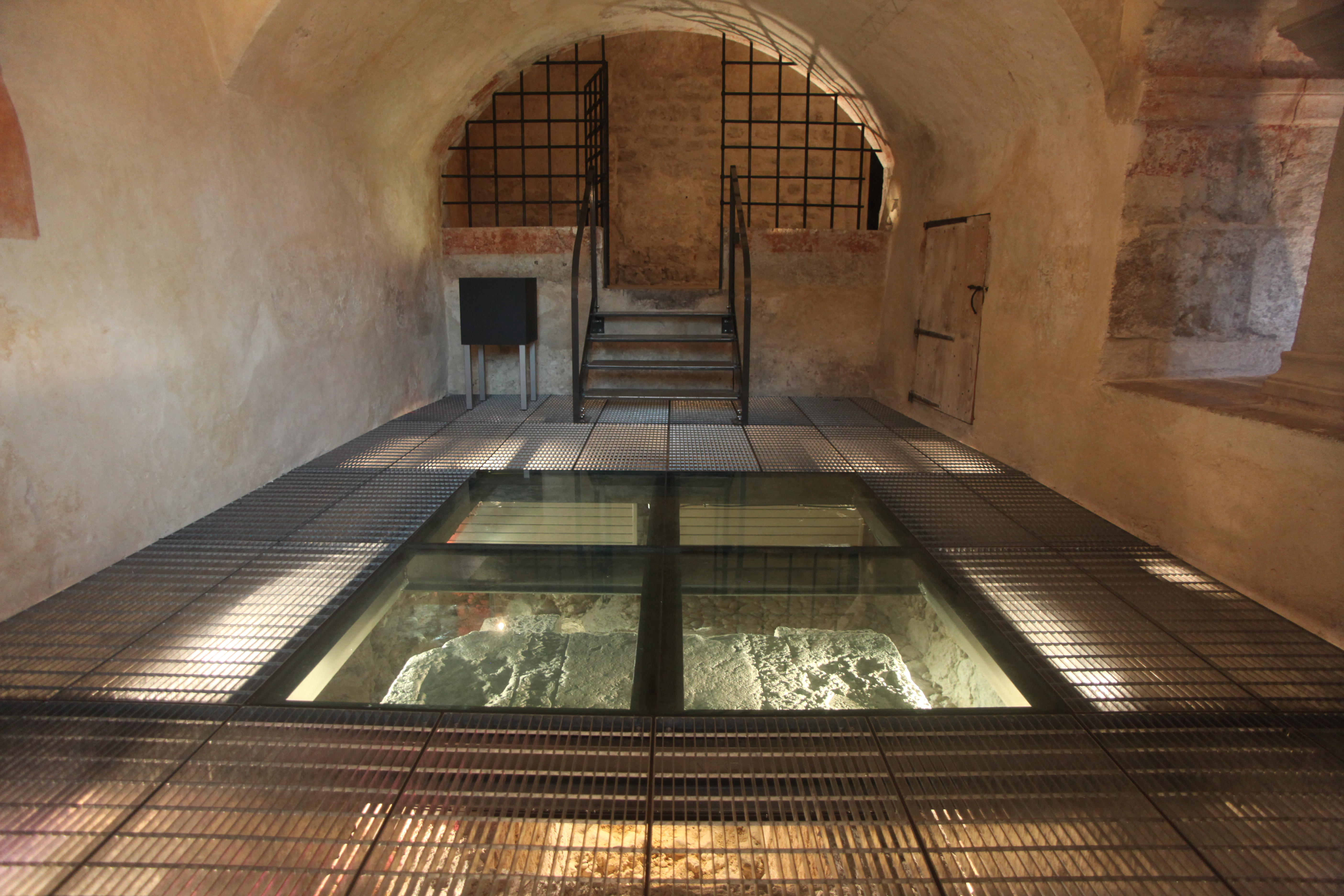
Opgravingen in de voormalige abdij van Saint-Claude, Frankrijk

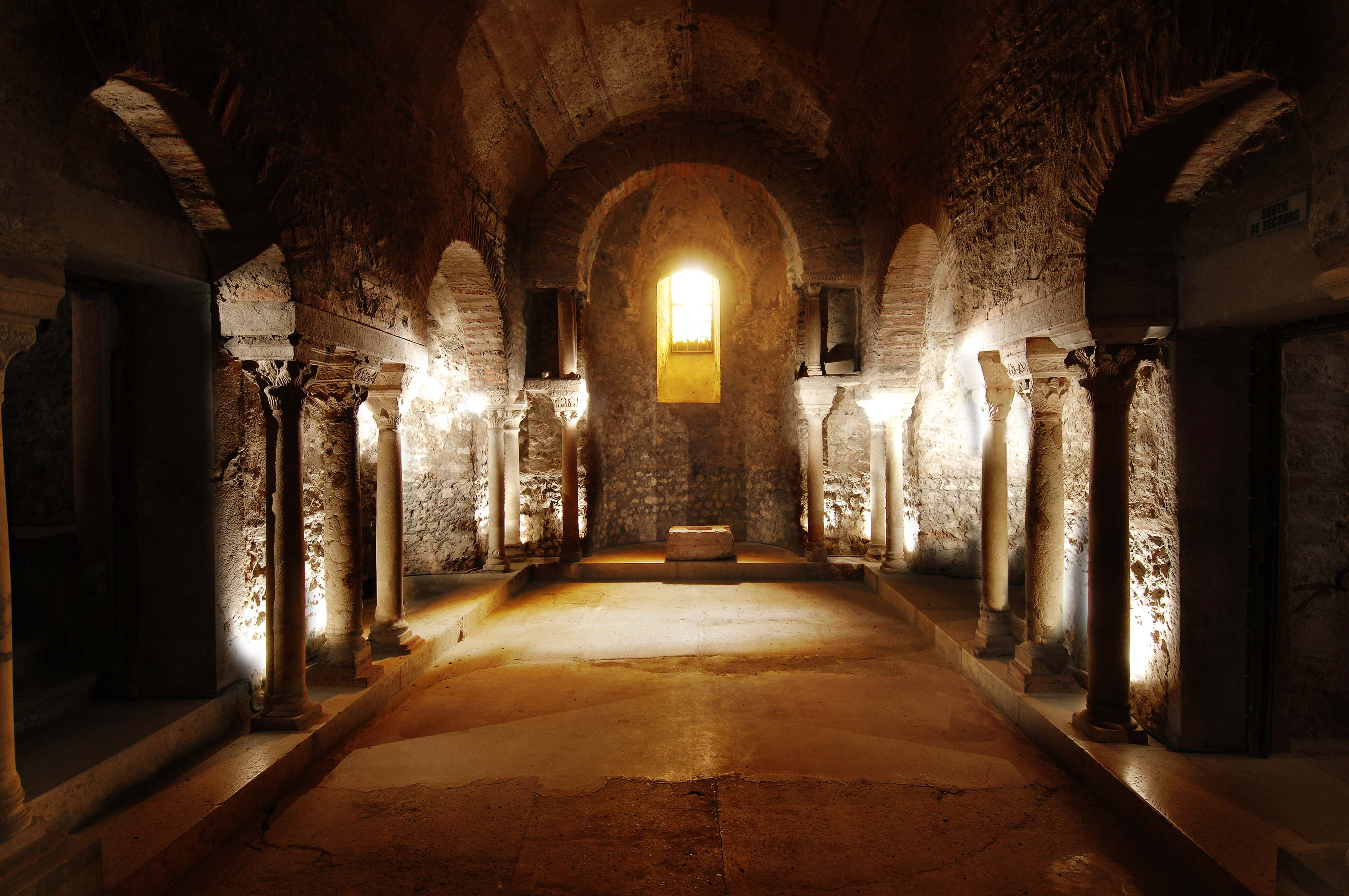
Kapel van Sint-Eugendus in Grenoble (archeologisch museum), Frankrijk

### Jonge monnik
Eugendus werd geboren in het dorpje Izernore, destijds Izarnodurum genoemd. Dit dorp lag in de Romeinse provincie Gallia Lugdunensis met hoofdplaats Lyon (of Lugdunum in het Latijn). Zijn vader stuurde hem, als 7-jarige jongen, naar het klooster van Condat. De twee stichters en broers leefden toen nog in Condat: het ging om Romanus van Condat en Lupicinus van Lauconne. Eugendus werd zo van jonge leeftijd opgenomen in de kloostergemeenschap die zelf ook jong gesticht was. De abdij lag op de berg Jou of Joux aan de monding van twee rivieren: de Bienne en de Tacon. De naam van de abdij Condat verwijst overigens naar het Latijnse woord confluens of samenvloeiing van twee rivieren.
Eugendus had in Condat de naam sober te leven. Hij besteedde zijn tijd aan geschriften in het Latijn en in het Oudgrieks. Dit deed hij zowel overdag als ’s nachts. Hij at slechts één maaltijd per dag. De derde abt van Condat, Minausus, duidde Eugendus aan als zijn opvolger. Eugendus leerde zo gedurende vele jaren wat het bestuur van de abdij inhield. In deze periode namen de Bourgondiërs het bestuur over van een deel van de Romeinse provincia Gallia Lugdunensis, namelijk Gallia Lugdunensis Prima.

### Abt
Na de dood van Minausus werd Eugendus de vierde abt van Condat (496). Een deel van de monniken protesteerden. Zij wilden niets weten van de soberheid van Eugendus en sommigen verlieten de abdij. Eugendus overtuigde de anderen van zijn leiderschap; als geletterde abt schreef hij zijn instructies neer. Nadat een brand de abdij zwaar beschadigde, nam Eugendus de heropbouw op zich. Er verrees een nieuwe slaapzaal en abdijkerk. Bovendien bouwde hij de abdij uit tot een studiecentrum, en dit in een woelige periode van de Val van het West-Romeinse Rijk. Hij verplichtte de monniken om elke dag gebeden te lezen. Met zijn studiecentrum ondersteunde hij in geschriften zijn aartsbisschop, deze van Lyon. Kroniekschrijvers schreven later dat Eugendus de toekomst kon voorspellen. Hij verliet de abdij van Condat nooit. 
Eugendus werd op het einde van zijn leven ziek. Hij stierf in het jaar 510. Zijn sober leven en literair werk als abt van Condat vond brede weerklank in het rijk der Bourgondiërs. 

### Eerbewijzen
- Na zijn dood werden wonderen toegeschreven aan Eugendus. Hij werd heilig verklaard door de Rooms-Katholieke Kerk.
- De abdij van Condat veranderde in de 6e eeuw van naam. Ze heette sinds dan de abdij van Saint-Oyand-de-Joux, ofwel abdij van de heilige Eugendus op de berg Joux.
- Onder de voormalige kerk Saint-Laurent in Grenoble bevindt zich een kapel toegewijd aan de heilige Eugendus. Deze kerk is thans het archeologisch museum van Grenoble.
- De volgende dorpen in het rijk der Bourgondiërs werden genoemd naar Eugendus:
  - Saint-Oyen in het departement Savoie in Frankrijk
  - Saint-Yan in het departement Saône-et-Loire in Frankrijk
  - Saint-Héand in het departement Loire in Frankrijk
  - Saint-Oyen in de Italiaanse provincie Valle-d’Aosta
  - Saint-Oyens in het Zwitserse kanton Vaud
  - Saint-Oyens, wijk in de stad Montbellet, departement Saône-et-Loire